# 進展
| ウィキペディアには「進展」という見出しの百科事典記事はありません（タイトルに「進展」を含むページの一覧/「進展」で始まるページの一覧）。 代わりにウィクショナリーのページ「進展」が役に立つかもしれません。 |